# Mycale arenicola
Mycale arenicola är en svampdjursart som först beskrevs av Ridley och Arthur Dendy 1886.  Mycale arenicola ingår i släktet Mycale och familjen Mycalidae. Inga underarter finns listade i Catalogue of Life.